# Супутник-2
Супутник-2 (рос. Спутник-2) — другий космічний апарат, запущений на орбіту Землі 3 листопада 1957 року, і перший апарат з живою істотою на борту, собакою Лайкою.

## Конструкція
Супутник-2 був 4 метровою високою конусоподібною капсулою з діаметром основи 2 метри. Він мав відсіки для радіопередавачів, телеметричної системи, блоку управління, систем регенерації повітря і регулювання температури в кабіні, і наукові прилади.
В окремій герметичній кабіні перебувала собака Лайка.

## Робота на орбіті
Інженерно-біологічні дані кожен оберт передавались на Землю телеметричними приладами системи Трал-Д впродовж 15 хвилин. Два фотометри на борту вимірювали сонячну радіацію (ультрафіолетове і рентгенівське випромінювання) і космічні промені. Супутник-2 не мав телевізійної камери; іноді телевізійне зображення собак з Супутника-5 помилково сприймається як зображення Лайки.

## Політ
Супутник-2 було запущено на орбіту з параметрами 212 х 1660 км, з періодом обертання 103,7 хвилин міжконтинентальною балістичною ракетою Р-7 (Супутник 8К71-ПС), цією ж модифікацією виведено на орбіту Супутник-1. Після виходу на орбіту носовий конус успішно від'єднався, а основний блок ні. Це гальмувало роботу системи терморегулювання. До того ж через втрату частини теплоізоляції температура в кабіні підвищилась до 40 °C. Вважається, що Лайка прожила всього кілька годин замість запланованих десяти днів через спеку. Супутник-2 згорів у атмосфері Землі 14 квітня 1958 року після 162 діб на орбіті.

## Супутник-2 і випромінювання пояса Ван Аллена
Супутник-2 виявив у Землі зовнішні радіаційні пояси у високих північних широтах, але не виміряв максимум їхньої інтенсивності. Професор Геррі Мессель (Harry Messel) в Австралії перехоплював сигнали, але Радянський Союз не надав код і австралійці не змогли розшифрувати дані. 1958 року Супутник-3 підтвердив висновки, здійснені за результатами польоту американських супутників Експлорер-1, -3 і -4.